# Dunedin Sound
El Dunedin Sound es un estilo y una escena musical de indie rock originada en Nueva Zelanda durante la década de 1980.

## Características
Similar en muchos aspectos con el sonido del indie pop tradicional, el dunedin sound utiliza sonidos estilo "jingly jangly" en tocar la guitarra, líneas de bajo mínimos y suelta los tambores. Los teclados son también a menudo prevalece. Técnicas primitivas de grabación también dio a este género un sonido lo-fi en que querer la música seria, pero a veces difícil de entender y de acompañamiento vocal, a los estudiantes universitarios de todo el mundo.
El dunedin sound se remonta a la aparición del punk rock como influencia musical en Nueva Zelanda a finales de 1970. Aislado de la escena del país, el punk principal de Auckland (que había sido influenciada por bandas como Buzzcocks de Inglaterra), los grupos de Dunedin punk - tales como The Enemy (que se convirtió en Toy Love) y lo mismo (que más tarde se convirtió en The Chills) ha desarrollado un sonido más influenciado por artistas como The Velvet Underground y The Stooges del protopunk. Esto se complementó con jangly, el trabajo de guitarra psicodélica de influencia de la década de 1960 que recuerda a bandas como The Beatles y The Byrds, y la combinación de los dos se convirtió en el estilo que se conoció como el sonido de Dunedin. 
Sede en Nueva Zelanda Flying Nun Records defendido el sonido de Dunedin, a partir de sus primeras versiones (incluyendo solo The Clean de "Tally Ho!" Y la compilación de cuatro bandas Dunedin doble EP, de la cual el término siendo "dunedin sound" fue acuñado por primera vez). Muchos artistas ganado una dedicada a "College Music", siguiendo, tanto en casa como en el extranjero. En julio de 2009, la revista Uncut sugirió que "antes de que el mp3 reemplazó al flexidisc, los tres ejes de la comunidad internacional indie pop underground en Olympia, Washington, Glasgow, y Dunedin, Nueva Zelanda". El crecimiento de la Sonda de Dunedin coincidió con la fundación de la Radio estudiante una estación de radio) en la Universidad de Otago, ayudando a incrementar la popularidad y disponibilidad de la música alrededor de la ciudad.
El desarrollo de las tendencias musicales paralelos, como el metro de Paisley en California y el resurgimiento del pop sonar ayudó a un crecimiento en la popularidad del dunedin sound, en radio de la universidad en los EE. UU. y Europa. El apogeo del movimiento fue a mediados de 1980 y finales, aunque la música en el estilo está siendo grabado y puesto en libertad.
la banda Pavement de California no es más que una banda en el extranjero que cita el sonido Dunedin como una gran influencia, y artistas extranjeros como Superchunk, Barbara Manning, Elf Power y Cat Power se han cubierto las canciones Dunedin sonido en varias ocasiones.
En 2000, el "dunedin sound" fue presentado como parte del Festival de Otago De Las Artes celebrada en Dunedin. Esta muestra contó con las actuaciones de The Clean, The Chills, The Dead C, Alastair Galbraith, The Renderers, Snapper y The Verlaines. KFJC 89.7 FM, una estación de radio de la universidad estadounidense con sede en Los Altos Hills, CA, de difusión de las seis noches del "dunedin sound" showcase en directo a la bahía de San Francisco a través de su señal de FM y en todo el mundo a través de Internet. Al año siguiente, un doble CD documentar estas emisiones se producen por la estación anual de recaudación de fondos.

## Artistas principales del género
A pesar de los propios artistas tienden a evitar el título de género, "dunedin sound" artistas incluyen a las siguientes bandas y solistas. No todos estos músicos son de Dunedin, pero todos muestran la influencia de la música que emanaba de esa ciudad en la década de 1980:

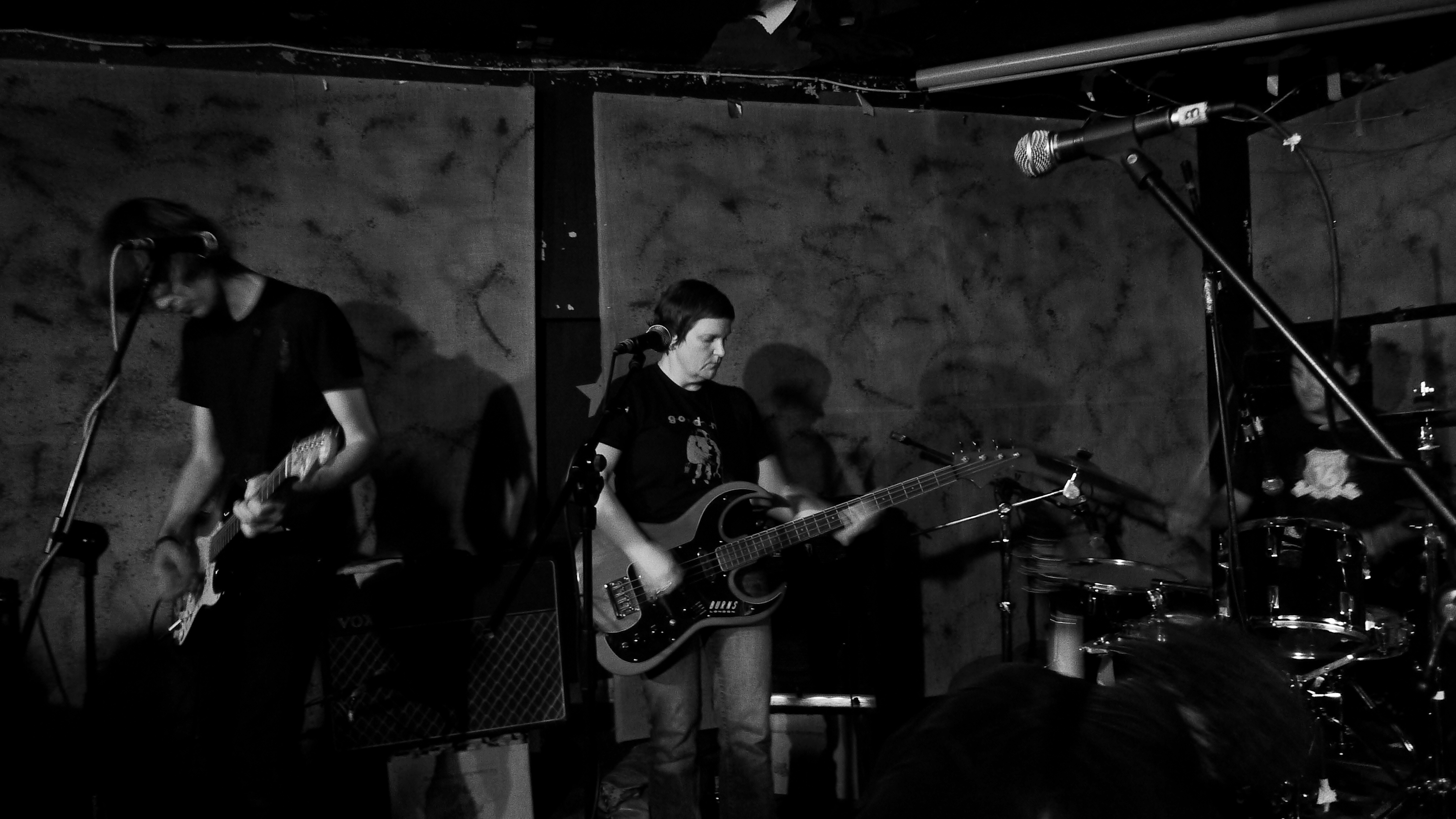
The 3Ds

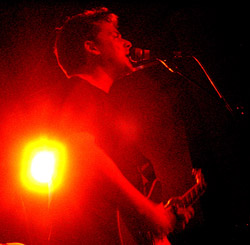
Martin Phillipps integrante de la banda The Chills

- Able Tasmans
- Bailter Space
- The Bats
- Bird Nest Roys
- The Chills
- The Clean
- The Dark Beaks
- The Dead C
- The DoubleHappys
- Alastair Galbraith
- Garageland
- Jean-Paul Sartre Experience
- Look Blue Go Purple
- Loves Ugly Children
- The Puddle
- The Renderers
- Snapper
- Sneaky Feelings
- The Stereo Bus
- Straitjacket Fits
- Superette
- Tall Dwarfs (Toy Love)
- The Terminals
- This Kind of Punishment
- The 3Ds
- The Tin Soldiers
- The Verlaines